# Тапти
Тапти или Тапи (на хинди: ताप्ती; на маратхийски: तापी; на гуджарати: તાપી) е река в Западна Индия, щатите Мадхя Прадеш, Махаращра и Гуджарат, вливаща се в Камбейския залив на Арабско море. Дължина 720 km, площ на водосборния басейн 77 800 km². Река Тапти води началото си на 774 m н.в., в град Мултаи, разположен в масива Махадео (най-високата част на планината Сатпура). По цялото си протежение тече предимно в западна посока по дъното на дълбока тектонска долина-грабен (на 15 – 18 m под дъното на долината), южно от планината Сатпура, в северната част на Деканско плато. Влива се чрез естуар в източната част на Камбейския залив на Арабско море при град Сурат. Основни притоци: леви –Пурна, Панджхра. Среден годишен отток 489 m³/s, като по време на летните мусони е многоводна и оттокът ѝ достига до 42 000 m³/s. Водите ѝ се използват за напояване. В най-долното си течение е плавателна на протежение около 50 km и там е разположен град Сурат, който е важно морско пристанище..